# Saïd Saïbi
Saïd Saïbi, né le 4 juin 1975 à Tunis, est un joueur puis entraîneur tunisien de football,.
Il est nommé  entraîneur du Club africain le 19 novembre 2022,. Il est démis de ses fonctions fin décembre 2023.